# Lamberto Bava
Lamberto Bava (ur. 3 kwietnia 1944 w Rzymie) – włoski reżyser, scenarzysta i producent filmowy.

## Życiorys
Bava pochodzi z rodziny włoskich filmowców. Kinem zajmowali się też jego dziadek Eugenio Bava i ojciec Mario Bava. Karierę rozpoczynał jako asystent ojca podczas pracy nad włoskim horrorem Operazione Paura z 1966 roku. Jego samodzielnym debiutem reżyserskim był jednak dopiero film Makabra (1980). Sławę przyniosły mu kręcone w latach osiemdziesiątych horrory, dzięki którym zaliczany jest do najwybitniejszych twórców włoskiego gore i giallo. Najważniejsze z nich to: cykl Demoni, Morirai a mezzanotte oraz Fino alla morte. W latach dziewięćdziesiątych Bava zajmował się tworzeniem baśni filmowych, w których rolę nieustraszonych bohaterów grały kobiety. Jednym z najbardziej znanych − również na świecie − filmów Lamberto Bavy z tego okresu jest cykl baśni telewizyjnych Fantaghiro.